# اريك دبليو. سوير
اريك دبليو. سوير (بالإنجليزية: Eric W. Sawyer)‏ هو معلم موسيقى وملحن أمريكي، ولد في 2 يونيو 1962 في بروكهيفن ‏ في الولايات المتحدة.